# J.V. Martin
J. V. Martin, egentlig Martin Viktor Jeppesen, (28. september 1930 i Randers – 14. juli 1993) var en dansk billedkunstner. I sin ungdom var han aktiv i Danmarks Kommunistiske Ungdom(DKU). Han debuterede i 1957 som maler med en udstilling i Kunstlokalet i Randers. Han var i 1959 med til at oprette en dansk afdeling af foreningen ASPECT, der har til formål at skabe et fælles forum for nyskabende kræfter inden for arkitektur, billedkunst, dans, film, litteratur og musik og teater. Han kom gennem Asger Jorns lillebror, Jørgen Nash, ind i avantgardegruppen Situationistisk Internationale i 1962. Efter eksklusionen af Nash og en række andre medlemmer blev Martin til talsmand for situationisterne i Skandinavien. Martin arrangerede udstillingen Destruktion af RSG-6 i Odense i 1963, hvor han udstillede en serie malerier af verden efter udbruddet på Tredje Verdenskrig.